# 282고지 전투
282고지 전투(282高地戰鬪)는 1950년 9월 23일 6.25 전쟁 중에 발발했으며, 낙동강에 주둔한 제27보병여단의 작전의 일환으로 제1대대 아가일 서덜랜드 하이랜더 연대가 이 진지에 대한 공격을 감행했다.
1950년 9월 22일, 아가일 서덜랜드 하이랜더 연대 대대는 성주 근처의 282고지를 공격하기 위해 이동했다. 9월 23일 새벽 전부터 시작하여, B 및 C 중대는 한 시간의 등반 후에 282고지 정상에 도달하여 아침 식사를 하던 조선인민군을 기습했다. 능선을 가로질러 남서쪽으로 거의 1마일 떨어진 더 높은 388고지가 그들이 방금 점령한 고지를 압도하고 있었다. C 중대는 그곳으로 향하기 시작했다.
이 고지를 점령하고 있던 조선인민군은 이미 영국군이 방금 점령한 고지를 공격하기 위해 움직이고 있었다. 조선인민군은 대포와 박격포 사격으로 공격을 지원했고, 이는 영국군에게 떨어지기 시작했다. 교전은 아침 내내 계속되었고 조선인민군의 사격 강도는 증가했다. 정오 직전, 미군 포병 사격이 설명할 수 없이 철회되고 5대의 지원 미군 전차가 지형 장애물 때문에 조선인민군에게 사격을 가할 수 없게 되자, 아가일 연대는 조선인민군이 점령한 388고지에 대한 공습을 요청했다.
정오 직후 아가일 연대는 접근하는 항공기 소리를 들었다. 미국 공군 제18 전투폭격비행단의 P-51 머스탱 3대가 영국군이 흰색 식별 패널을 펼친 282고지를 선회했다. 388고지의 조선인민군도 흰색 패널을 펼쳤다. 전술 공중 통제 팀의 래드클리프 대위는 무전기 불량으로 F-51기와 교신할 수 없었으며, 나중에 여러 영국군 전방항공관제사들이 조종사들에게 적절한 공중 식별 패널에 대해 아직 통보하지 않은 것으로 밝혀졌다. 12시 15분, 패널과 아군 지상군과의 무선 교신 불통으로 혼란스러워진 머스탱은 아가일 연대의 진지에 네이팜탄을 투하하고 50구경 기관총 사격으로 공격했다.
공격은 2분 만에 끝났고 언덕 정상은 오렌지색 화염의 바다가 되었다. 생존자들은 불타는 네이팜탄을 피하기 위해 경사면을 50피트 아래로 뛰어내렸다. 아가일 연대의 부사령관이었던 케네스 뮤어 소령은 정오 전에 탄약 재보급 및 들것 운반대를 이끌고 정상에 도착했으며, 정상의 불꽃이 사그라드는 것을 보면서 몇 명의 부상병들이 여전히 정상의 작은 지역을 지키고 있다는 것을 알아차렸다. 그는 신속하게 약 30명의 병사들을 모아 접근하는 조선인민군이 정상에 도달하기 전에 그들을 언덕 위로 다시 이끌었다. 그곳에서 그와 B 중대장인 A. I. 고든-잉그램 소령이 2인치 박격포를 발사할 때 두 발의 자동 화기 사격으로 치명상을 입었다. 그의 빅토리아 십자훈장 표창에 따르면, 뮤어가 언덕 정상에서 실려 내려올 때 마지막으로 한 말은 "구크들이 아가일 연대를 이 언덕에서 결코 몰아내지 못할 것이다"였다.
고든-잉그램은 그와 함께 싸울 수 있는 병사가 겨우 열 명뿐이었고, 그들 중 일부는 부상당했다고 말했다. 그의 세 대의 브렌 경기관총은 탄약이 거의 바닥났다. 15시에는 생존자들이 언덕 아래로 내려왔다.
다음 날 집계 결과 장교 2명과 병사 11명이 전사했고, 장교 4명과 병사 70명이 부상을 입었으며, 2명이 실종되어 총 89명의 사상자가 발생했다. 이 중 오인 공습으로 인한 사상자는 약 60명이었다.